# Sambas de Enredo 2018
Sambas de Enredo 2018 é um álbum com as músicas das escolas de samba do Grupo Especial do Rio de Janeiro para o carnaval do ano de 2018. Foi lançado em novembro de 2017 pelo selo musical Gravadora Escola de Samba (Gravasamba) com produção fonográfica da Editora Musical Escola de Samba (Edimusa) e distribuído pela Universal Music.
O álbum foi gravado e produzido entre outubro e novembro de 2017, após as agremiações realizarem suas disputas de samba-enredo. Na primeira etapa da produção, foram gravadas ao vivo, na Cidade do Samba, a bateria das escolas e o coro com a participação das comunidades. Na segunda etapa, foram gravadas as bases musicais e as vozes dos intérpretes no estúdio Cia. dos Técnicos, em Copacabana, no Rio. Foi produzido por Laíla e Mário Jorge Bruno, com direção artística de Zacarias Siqueira de Oliveira, e arranjos musicais de Alceu Maia, Jorge Cardoso e Rafael Prates.
Campeãs do carnaval de 2017, Mocidade Independente de Padre Miguel e Portela dividiram a capa e a contracapa do álbum. Um sorteio definiu que a primeira faixa seria da Mocidade e a segunda da Portela. O samba da Mocidade celebra as culturas da Índia e do Brasil; enquanto o da Portela tem como tema os judeus que deixaram Pernambuco rumo à Nova Iorque. Tendo Xande de Pilares entre seus compositores, o samba do Salgueiro homenageia as matriarcas negras. Chacrinha é homenageado na obra da Grande Rio. Os duzentos anos do Museu Nacional é celebrado no samba da Imperatriz Leopoldinense; enquanto a São Clemente homenageia os duzentos anos da Escola de Belas Artes da UFRJ. O samba da União da Ilha do Governador tem como tema os hábitos alimentares dos brasileiros; enquanto o da Unidos de Vila Isabel tem como tema a tecnologia visando o futuro. Torcedora da Vila Isabel, Mart'nália assina o samba da Unidos da Tijuca, em homenagem ao seu amigo, Miguel Falabella.
Campeão da Série A de 2017, o Império Serrano retornou ao Grupo Especial com um samba sobre a China. A safra de sambas também ficou marcada por obras de protesto social, caso da Beija-Flor, que utilizou a história de Frankenstein para criticar os efeitos da corrupção no Brasil; da Paraíso do Tuiuti, que encomendou um samba sobre os 130 anos de assinatura da Lei Áurea e a escravidão moderna; e da Mangueira, que criticou os rumos do carnaval carioca com um enredo inspirado no corte de subvenção das escolas de samba promovido pelo então prefeito do Rio, Marcelo Crivella. O álbum recebeu críticas mistas dos especialistas. Os sambas da Beija-Flor e da Tuiuti foram os mais premiados do ano e, junto com as obras de Mangueira e Mocidade, foram os únicos a receberem nota máxima no Desfile das Escolas de Samba de 2018.

## Antecedentes
A São Clemente foi a primeira escola de samba a anunciar seu enredo para o carnaval de 2018. Após perder a carnavalesca Rosa Magalhães, que se transferiu para a Portela, a escola contratou o carnavalesco Jorge Silveira, vice-campeão da Série A de 2017 com a Unidos do Viradouro, e em São Paulo com a Dragões da Real. No dia 10 de março de 2017, a São Clemente divulgou seu enredo, "Academicamente Popular". Jorge desenvolveu um enredo autoral sobre os duzentos anos da Escola de Belas Artes da UFRJ, instituição que formou diversos carnavalescos, incluindo Jorge.

Chacrinha, à esquerda, foi escolhido como tema do enredo da Grande Rio para 2018.

Após quinze carnavais consecutivos no Salgueiro, o casal de carnavalescos Renato Lage e Márcia Lage se transferiu para a Grande Rio. No dia 12 de março de 2017, a escola divulgou o enredo, "Vai para o Trono ou não Vai?", em homenagem ao comunicador brasileiro Chacrinha, morto em 1988. Se vivo, Chacrinha completaria cem anos em 2017. No dia 2 de maio de 2017, a Imperatriz Leopoldinense anunciou seu enredo em homenagem ao Museu Nacional, que completaria duzentos anos em 2018. "Uma Noite Real no Museu Nacional" foi desenvolvido pelo carnavalesco Cahê Rodrigues em seu sexto ano consecutivo na escola.
"O enredo tem tudo a ver com a escola, já que o Museu serviu de morada para a Imperatriz Dona Leopoldina, que dá nome à agremiação. Falar do Museu é contar parte da história do Brasil, desde residência da Família Imperial até os dias de hoje, como um dos grandes pilares científicos do país. Eu já estava de olho neste enredo há alguns anos e fico feliz por poder contar isso tudo na avenida."
— Cahê Rodrigues, carnavalesco da Imperatriz, sobre o enredo em homenagem ao Museu Nacional.

Também no início de maio, a Paraíso do Tuiuti divulgou seu enredo, sobre os 130 anos da assinatura da Lei Áurea, completados em 2018. O enredo "Meu Deus, Meu Deus, Está Extinta a Escravidão?" foi assinado por Jack Vasconcelos em seu quinto ano na escola. A escola foi a última colocada do carnaval 2017, mas seu rebaixamento foi cancelado pela LIESA. Para 2018, a agremiação montou um trio de intérpretes com Nino do Milênio e, importados do carnaval de São Paulo, Celsinho Mody e Grazzi Brasil. O Salgueiro contratou o carnavalesco Alex de Souza, que estava na Unidos de Vila Isabel. No dia 14 de maio de 2017, dia das mães, a escola divulgou seu enredo sobre matriarcas negras. O enredo "Senhoras do Ventre do Mundo" foi assinado por Alex e pelas pesquisadoras Kaká Portilho e Marina Miranda junto com alunos do curso de História Geral da África do Instituto Hoju e com coordenação de Júlio Tavares. A escola contratou os intérpretes Tuninho Jr e Hudson Luiz para formarem um trio com Leonardo Bessa, que já estava na escola desde 2011.
Após conquistar o campeonato de 2017, Paulo Barros se desligou da Portela, migrando para a Vila Isabel. Para substituir o carnavalesco, a Portela contratou Rosa Magalhães, que estava na São Clemente. No início de junho de 2017, a escola divulgou seu enredo sobre os judeus que deixaram Pernambuco rumo à Nova Iorque. Campeã de 2017 junto com a Portela, a Mocidade Independente de Padre Miguel manteve o carnavalesco Alexandre Louzada, que desenvolveu um enredo sobre as culturas da Índia e do Brasil. O enredo "Namastê... A Estrela que Habita em Mim Saúda a que Existe em Você" foi divulgado no dia 11 de junho de 2017. A escola foi patrocinada por empresas do país asiático. No dia 25 de junho de 2017, a Vila Isabel anunciou seu enredo, sobre a tecnologia e o futuro. "Corra que o Futuro Vem aí!" foi assinado pelo carnavalesco Paulo Barros. A escola trocou a direção de bateria, substituindo Mestre Wallan por Mestre Chuvisco, que estava na Estácio de Sá.

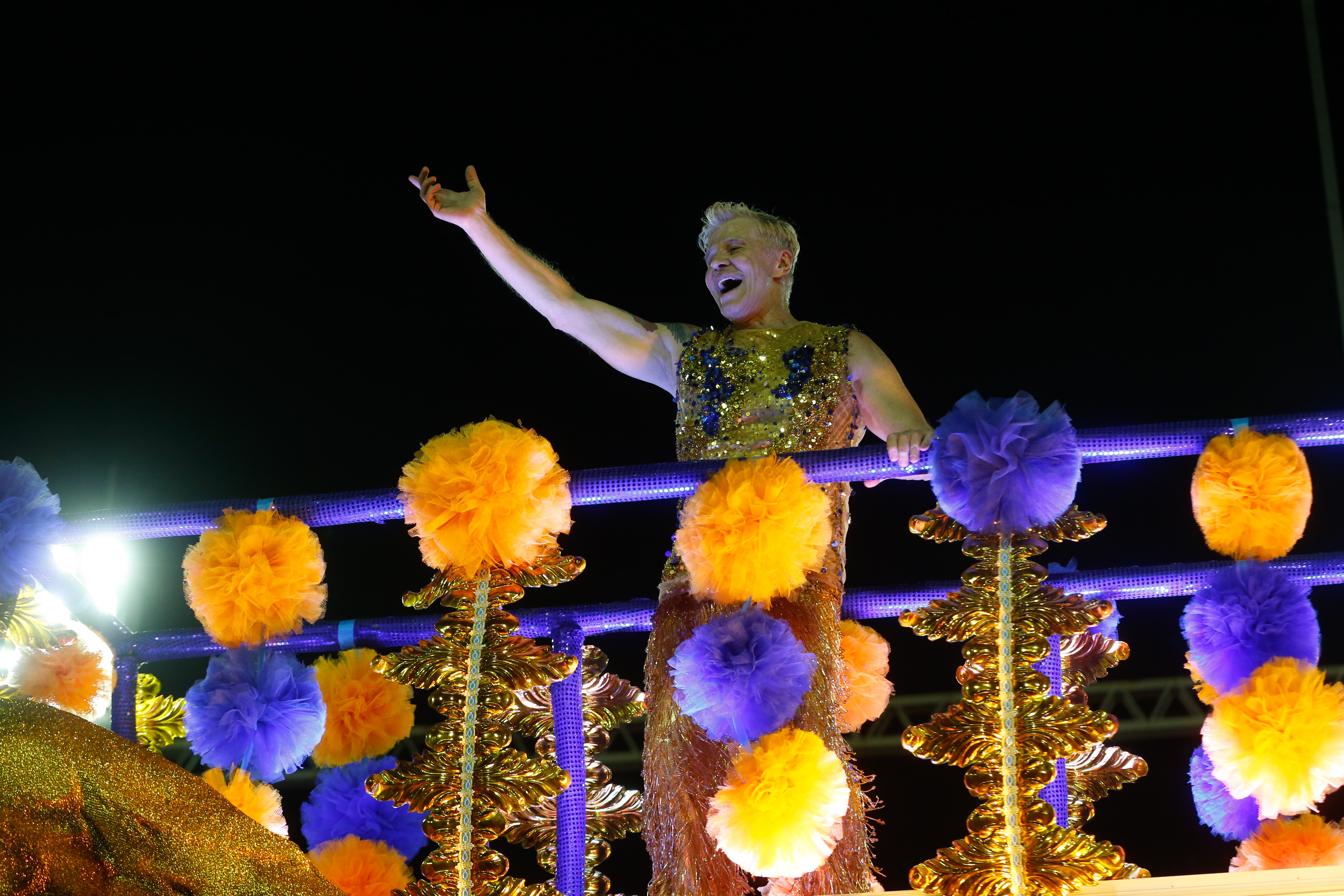
Miguel Falabella desfila pela Unidos da Tijuca em 2018.

O enredo da Unidos da Tijuca, em homenagem à Miguel Falabella, foi divulgado, ao vivo, por Fausto Silva, no Domingão do Faustão de 2 de julho de 2017, com a presença do homenageado, que participava de um quadro do programa. Os carnavalescos Annik Salmon, Hélcio Paim e Marcus Paulo assinaram o enredo "Um Coração Urbano: Miguel, o Arcanjo das Artes, Saúda o Povo e Pede Passagem". A Mangueira também divulgou seu enredo no início de julho. Carnavalesco da escola desde 2016, Leandro Vieira foi mantido no cargo e desenvolveu um enredo autoral com uma visão crítica sobre o carnaval do Rio de Janeiro. O enredo foi inspirado no corte de 50% da subvenção pública destinada às escolas de samba promovido pelo então prefeito do Rio, Marcelo Crivella. A decisão gerou polêmica visto que em sua campanha à Prefeitura, Crivella prometeu manter o patrocínio às escolas. Bispo licenciado da Igreja Universal do Reino de Deus, Crivella também foi acusado de ser influenciado pela sua religião ao cortar parte da verba do carnaval. A LIESA ameaçou cancelar os desfiles e sambistas organizaram protestos, mas o Prefeito manteve o corte. O título do enredo da Mangueira "Com Dinheiro ou Sem Dinheiro, Eu Brinco!", foi inspirado na marchinha carnavalesca "Eu Brinco", de Pedro Caetano e Claudionor Cruz, que compuseram a música em 1944, numa época em que a realização do carnaval também estava ameaçada de não acontecer.
"O enredo que proponho agora é um enredo eminentemente crítico. Não apenas ao Bispo (Crivella) que asfixia manifestações plurais nas quais o carnaval e os desfiles assumem destaque e ganham exposição na mídia, mas também ao distanciamento das Escolas, e do desfile, da sociedade como um todo. É o modelo atual de Escola de Samba 'jogado no ventilador'. É uma possibilidade do discurso das Escolas de Samba voltar a se alinhar com a atualidade e levantar questões culturais, mesmo que para isso ela tenha que 'colocar o dedo' em suas próprias feridas."
— Leandro Vieira, sobre o enredo da Mangueira.

O Império Serrano venceu a Série A (segunda divisão do carnaval) de 2017, garantindo seu retorno ao Grupo Especial, de onde estava afastado desde 2009. A escola contratou o carnavalesco Fábio Ricardo, que estava na Grande Rio. No dia 11 de julho de 2017, a escola divulgou seu enredo, sobre a China. O enredo "O Império do Samba na Rota da China" foi assinado por Fábio Ricardo e pela pesquisadora Helenise Guimarães. No mesmo dia, a União da Ilha do Governador divulgou seu enredo, sobre hábitos alimentares dos brasileiros. O enredo "Brasil Bom de Boca" foi assinado pelo carnavalesco Severo Luzardo, em seu segundo carnaval na agremiação.

A Beija-Flor foi a última escola a definir seu enredo para 2018. O anúncio foi realizado no dia 30 de julho de 2017 numa festa de lançamento na quadra da escola, em Nilópolis. Tetracampeão com a escola (em 1998, 2003, 2004 e 2005), Cid Carvalho retornou à agremiação após onze anos. O enredo escolhido faz uma analogia entre a obra Frankenstein (que completou duzentos anos em 2018) e as mazelas sociais do Brasil. Na obra de Mary Shelley, a criatura é abandonada pelo seu criador, sendo vista como um monstro, assim como os diversos problemas sociais do Brasil foram diagnosticados como resultado do abandono da população pelas autoridades. "Monstro É Aquele que não Sabe Amar. Os Filhos Abandonados da Pátria que os Pariu" foi assinado por Marcelo Misailidis, Laíla, Cid Carvalho, Bianca Behrends, Victor Santos, Rodrigo Pacheco e Léo Mídia.
"Frankstein é uma obra que foi escrita há duzentos anos e traduz com muita profundidade a realidade e a utilização desmedida da vaidade intelectual, além da ambição desgovernada. Neste momento a sociedade do Brasil encontra a tradução mais apropriada para entender os dramas sociais que afetam a nossa cidade."
— Marcelo Misailidis, idealizador do enredo da Beija-Flor.

## Escolha dos sambas

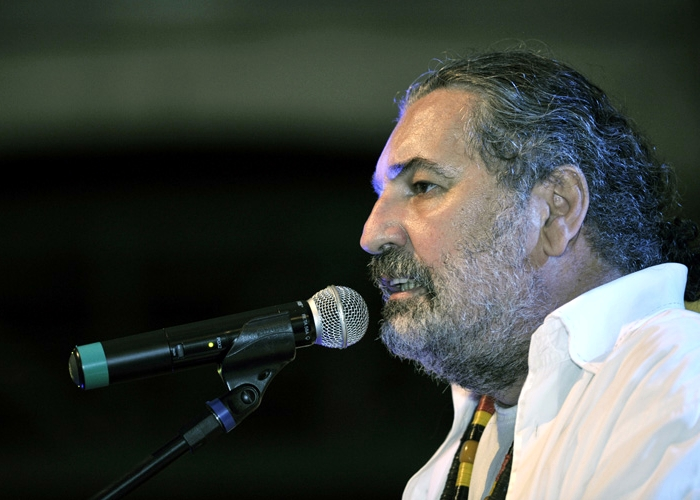
Moacyr Luz, um dos compositores do samba da Paraíso do Tuiuti.

A Paraíso do Tuiuti não realizou disputa de samba-enredo. A escola encomendou seu samba aos compositores Cláudio Russo, Moacyr Luz, Dona Zezé, Jurandir e Aníbal Leonardo. A obra foi lançada oficialmente no dia 7 de julho de 2017, numa festa realizada na quadra da escola, em São Cristóvão.
"O enredo não trata apenas da exploração do negro africano que veio para o Brasil. Esse é um tema que remonta à antiguidade, falando dos escravos brancos que eram vendidos em Roma, dos escravos feitos pelos muçulmanos que invadiram a Península Ibérica etc. Tratamos da escravidão como um todo, chegando ao cativeiro social de hoje, com a revogação de direitos trabalhistas e uma série de outros retrocessos que temos enfrentado nesse campo."
— Cláudio Russo, um dos compositores do samba da Paraíso do Tuiuti.

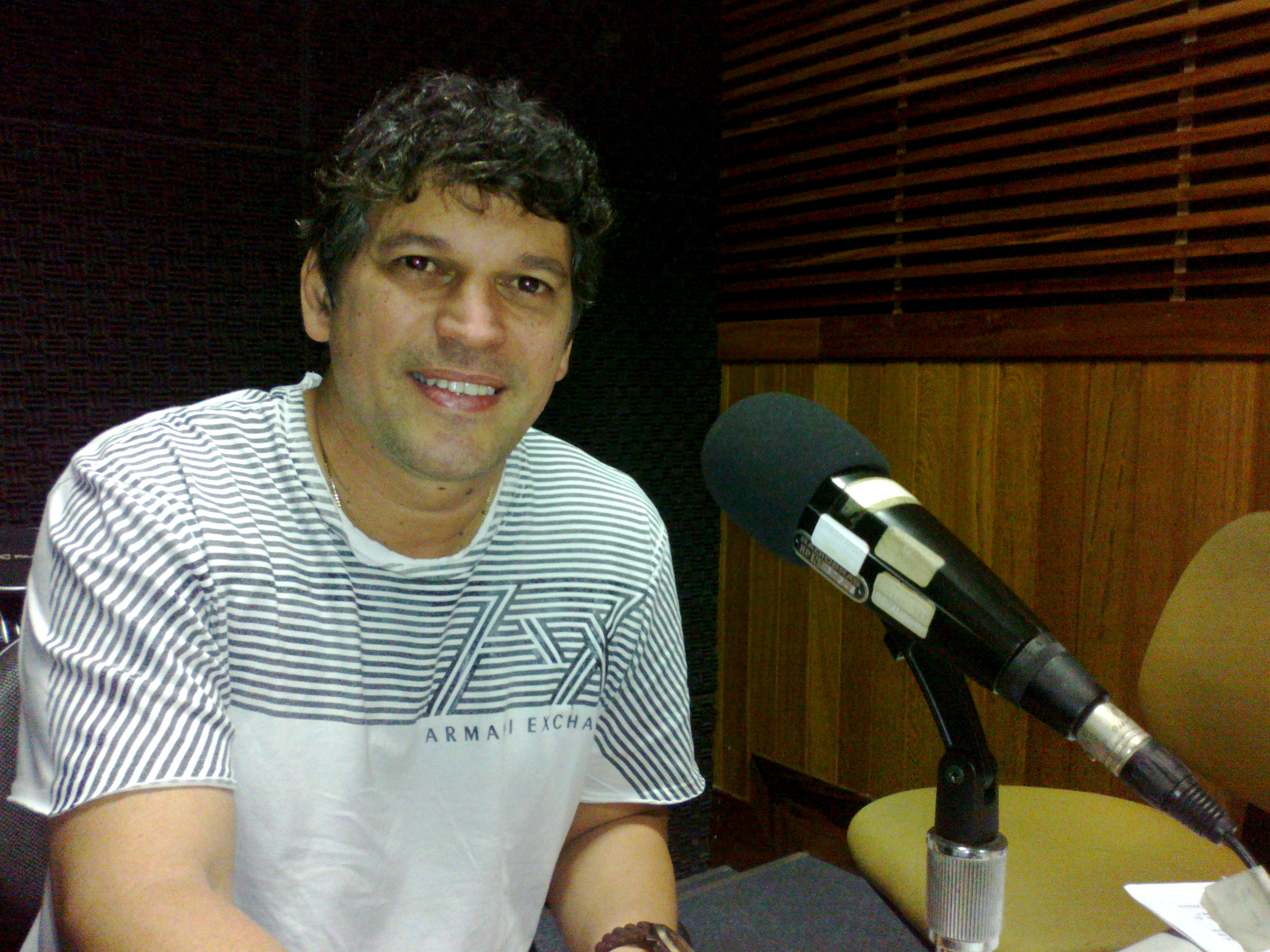
Gustavo Clarão, um dos compositores do samba da São Clemente.

Das escolas que realizaram disputa, a Grande Rio foi a primeira a escolher seu samba para 2018. A final da escola foi realizada na madrugada de domingo, dia 3 de setembro de 2017, em sua quadra, em Duque de Caxias. Das 26 obras inscritas no concurso da escola, cinco chegaram à final. Venceu o samba da parceria de Edispuma, Licinho Jr., J. L. Escafura, Marcelinho Santos, Gylnei Bueno e Hélio Oliveira. A São Clemente realizou sua final na madrugada do domingo, dia 17 de setembro de 2017. Dos 26 sambas inscritos na disputa, três chegaram à final. A obra dos compositores Ricardo Góes, Flavinho Segal, Naldo, Serginho Machado, Fabiano Paiva, Igor Marinho, Naldo, Orlando Ambrósio e Gustavo Clarão foi escolhida por unanimidade. Segundo maior compositor da escola, Ricardo Góes assina seu décimo samba na agremiação, atrás apenas de Chocolate, autor de doze sambas na São Clemente. Flavinho e Serginho assinam um samba na escola pela quarta vez, enquanto Naldo assina seu terceiro samba na agremiação. Os demais compositores venceram pela primeira vez na escola.
"É o meu quarto campeonato na escola do meu coração. Eu amo a São Clemente e não consigo mensurar o tamanho da minha emoção. Aposto que o refrão de baixo e do meio 'pegarão' na Sapucaí. Dá pra perceber que a nossa parceria foi aclamada pela escola pelo tamanho da festa. Após o resultado ninguém foi embora."
— Flavinho Segal, um dos compositores do samba da São Clemente.

A União da Ilha realizou sua final de disputa na madrugada do domingo, dia 1 de outubro de 2017, em sua quadra, no Cacuia. Das dez obras inscritas no concurso da escola, quatro chegaram à final. Venceu o samba dos compositores Ginho, Marcelão da Ilha, Flavinho Queiroga, Júnior, Thiago Caldas, John Bahiense, André de Souza e Prof. Hugo. Ginho, Júnior e Marcelão assinam um samba na Ilha pela segunda vez, enquanto Professor Hugo assina seu terceiro samba na agremiação. Os demais compositores venceram pela primeira vez na escola. A final do Império Serrano foi realizada na madrugada da terça-feira, de 3 de outubro de 2017, na quadra da escola, em Madureira. Das nove parcerias inscritas no concurso da escola, quatro chegaram à final. Venceu o samba composto por Tico do Gato, Chupeta, Henrique Hoffman, Lucas Donato, Arlindinho, Andinho Samara, Victor Rangel, Jefferson Oliveira, Ronaldo Nunes e André do Posto 7. Todos os compositores já haviam vencido disputas no Império. Lucas Donato e Andinho Samara conquistaram o feito de assinar o samba da escola pela quarta vez consecutiva. Apenas Mano Décio da Viola e Silas de Oliveira venceram mais que quatro vezes seguidas na escola. Arlindinho, filho de Arlindo Cruz, também assina seu quarto samba na escola, mas de forma não consecutiva. Dentre os compositores do samba de 2018, Henrique Hoffman é o maior campeão, assinando o samba do Império pela sexta vez. Tico do Gato assina sua terceira obra na escola; enquanto Victor, Jefferson, Ronaldo e André assinam o samba do Império pela segunda vez.

Vila Isabel e Mangueira realizaram suas finais na madrugada do domingo, dia 8 de outubro de 2017. Na Vila, das quatorze obras inscritas no concurso da escola, três chegaram à final. Venceu o samba dos compositores Evandro Bocão, André Diniz, Pinguim, JP, Marcelo Valência, Julio Alves e Deco Augusto. Diniz assina seu décimo sétimo samba na Vila, igualando o recorde de Paulo Brazão. Pinguim é autor do samba da escola pela terceira vez. Mais de seis mil pessoas acompanharam a final da Mangueira na quadra da escola. O samba dos compositores Lequinho, Júnior Fionda, Alemão do Cavaco, Gabriel Machado, Wagner Santos, Gabriel Martins e Igor Leal confirmou o favoritismo vencendo outras duas obras. Lequinho assina seu décimo samba na escola, superando a marca de Cartola, autor de nove sambas. Junior Fionda e Igor Leal assinam o samba da Mangueira pela nona vez, igualando Cartola. Alemão venceu a disputa da escola pela quarta vez. Após a escolha do samba, a escola anunciou pequenas mudanças na letra da obra. O verso "outrora marginalizado, já usei papel barato" foi alterado para "já usei cetim barato". No refrão principal, o verso "Eu sou Mangueira meu senhor, não me leve a mal" seria alterado para "Eu sou Mangueira meu senhor, sou universal" em referência a Igreja Universal do Reino de Deus, da qual o então prefeito do Rio, Marcelo Crivella era bispo licenciado, e visando enaltecer a Mangueira, que tem sua marca reconhecida mundialmente. No dia seguinte ao anúncio, a escola voltou atrás, decidindo não incluir a palavra "universal" no samba, mantendo o refrão original.

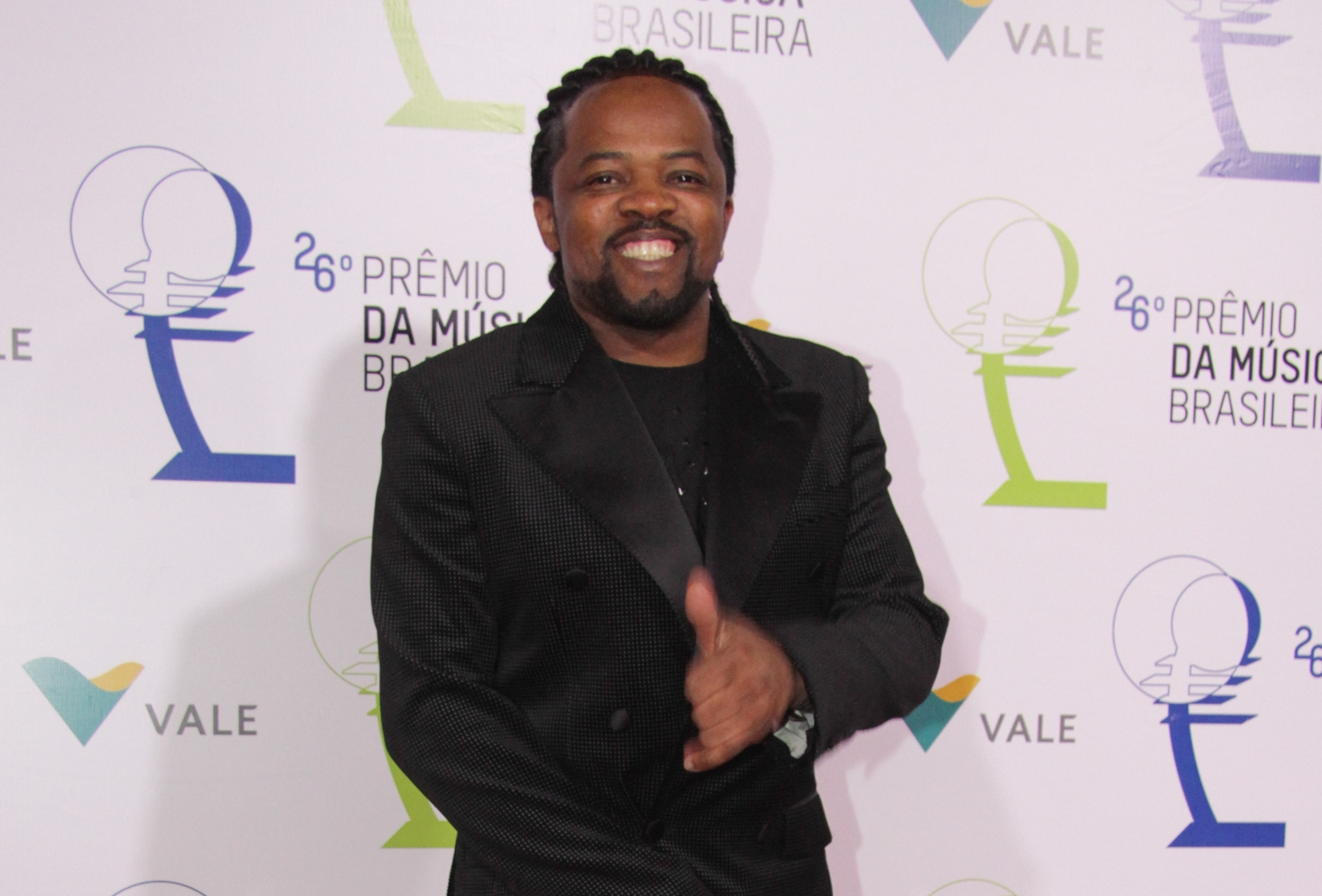
Xande de Pilares, um dos autores do samba do Salgueiro.

O Salgueiro realizou sua final na madrugada do dia 12 de outubro de 2017. O evento era realizado na quadra da escola até que a energia elétrica foi interrompida devido a um problema num gerador da rua. Após duas horas de espera, a festa foi transferida para a Vila Olímpica do Salgueiro, ao lado da quadra. A final foi realizada a céu aberto com um carro de som alugado. Das 22 obras inscritas no concurso da escola, três chegaram à final. O samba dos compositores Xande de Pilares, Demá Chagas, Dudu Botelho, Renato Galante, Jassa, Leonardo Gallo, Betinho de Pilares, Vanderlei Sena, Ralfe Ribeiro e W Corrêa venceu a disputa, confirmando o favoritismo. Demá assina seu sexto samba na escola; Dudu assina seu quinto samba; Betinho e Jassa assinam o samba do Salgueiro pela quarta vez; Xande venceu a disputa da escola pela terceira vez.
"Acho que é uma emoção igual a colocar um filho no mundo. Essa é minha sexta vitória, mas eu não ganhava no Salgueiro desde 1999. Eu acredito que, em uma disputa tão acirrada como foi essa nossa, o que fez o nosso samba ser escolhido foi o fato de termos construído uma obra para a escola e não para a gente. Respeitamos a sinopse e o estilo do Salgueiro e conseguimos essa suada conquista."
— Demá Chagas, um dos autores do samba do Salgueiro.

A final da disputa da Portela foi realizada na madrugada do sábado, dia 14 de outubro de 2017. Mais de oito mil pessoas estiveram presentes na quadra da escola, em Madureira. Das 24 obras inscritas no concurso da escola, quatro chegaram à final. O samba dos compositores Samir Trindade, Elson Ramires, Neizinho do Cavaco, Paulo Lopita 77, Beto Rocha, J. Sales e Girão venceu a disputa, confirmando o favoritismo. Samir, Elson e Paulo assinam o samba da Portela pela terceira vez. Os demais compositores assinam o samba da escola pela segunda vez.

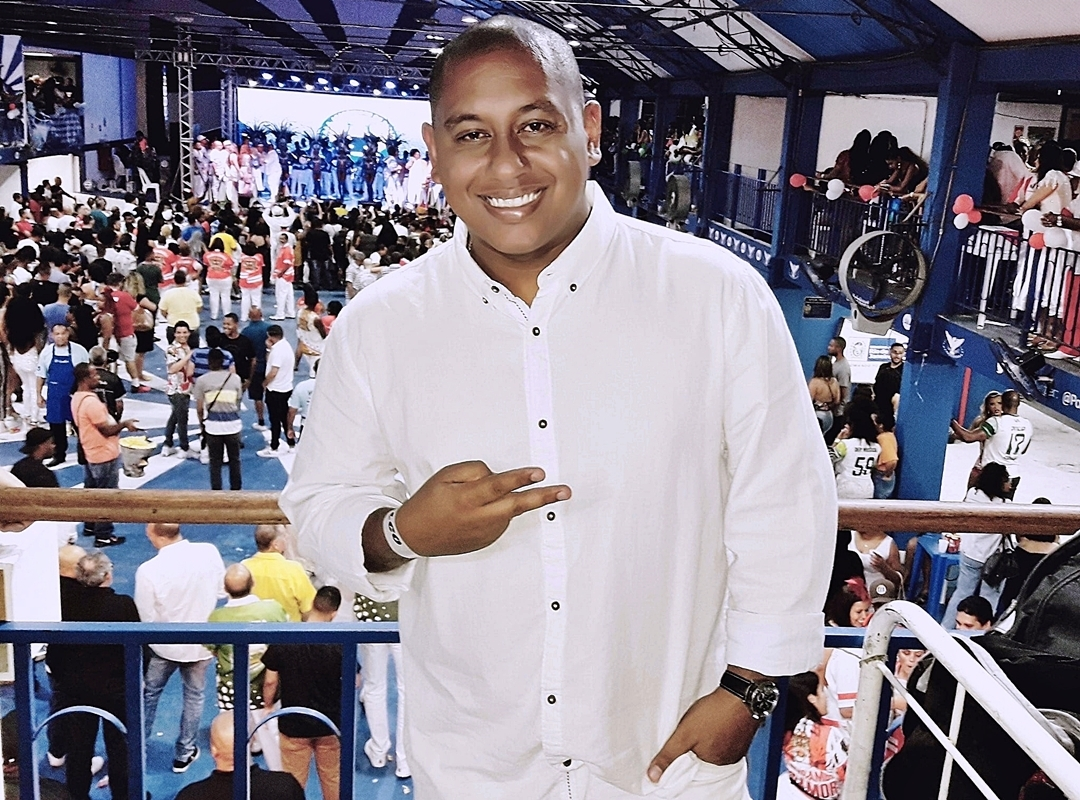
Samir Trindade, um dos compositores do samba da Portela.

"A vitória deste ano tem gosto de afirmação. No primeiro ano teve aquela desconfiança natural. No ano seguinte ainda havia um certo ranço com nosso time, mas agora eu senti um abraço muito grande da comunidade. Não tinha um ônibus da parceria aqui. Foi o portelense de verdade, de vários lugares do Brasil, quem esteve aqui cantando. O samba da Portela no ano seguinte não poderia ser construído sem lembrar esse título inesquecível para todos nós. Por isso, 'a campeã das campeãs' foi o verso que me conquistou desde o começo."
— Samir Trindade, um dos autores do samba da Portela.

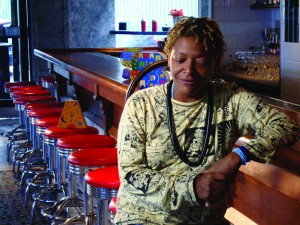
Mart'nália é uma das compositoras do samba da Unidos da Tijuca, em homenagem ao seu amigo, Miguel Falabella.

Mocidade e Unidos da Tijuca realizaram suas finais na madrugada de domingo, dia 15 de outubro de 2017. Na Unidos da Tijuca, dos treze sambas inscritos no concurso, quatro chegaram à final. Venceu a obra dos compositores Totonho, Mart'nália, Dudu, Marcelinho Moreira e Fadico. Homenageado do enredo, Miguel Falabella esteve presente na final e manifestou preferência pelo samba vencedor. Totonho assina seu sétimo samba na escola; Fadico assina seu quarto samba na Tijuca; enquanto Dudu foi campeão pela terceira vez. Pela primeira vez, Mart'nália, amiga pessoal de Falabella, participou de uma disputa de outra escola de samba que não a sua, a Unidos de Vila Isabel. Na Mocidade, além da final da disputa, também foi realizada a entrega do troféu de campeã do carnaval de 2017, título dividido com a Portela. Diversas personalidades do carnaval do Rio e de São Paulo estiveram presentes na festa. Dos 23 sambas inscritos no concurso da escola, três chegaram à final. Venceu a obra dos compositores Altay Veloso, Paulo César Feital, Zé Gloria, J. Giovanni, Denilson do Rozário, Carlinhos da Chácara, Léo Peres e Alex Saraiça. Zé Gloria e J. Giovanni assinam o samba da escola pela quarta vez; enquanto Altay e Feital assinam o segundo samba na Mocidade. Os demais venceram a disputa da escola pela primeira vez. 

A Imperatriz realizou a final de sua disputa na madrugada da terça-feira, dia 17 de outubro de 2017, na sua quadra, em Ramos. Das onze obras inscritas no concurso da escola, três chegaram à final. Venceu o samba dos compositores Jorge Arthur, Maninho do Ponto, Julio Alves, Márcio Pessi e Piu das Casinhas. Com a vitória, Jorge Arthur assina seu quarto samba na Imperatriz. Última escola a definir seu samba para 2018, a Beija-Flor realizou a final da sua disputa na madrugada da sexta-feira, dia 20 de outubro de 2017, na sua quadra em Nilópolis. Dos 22 sambas inscritos no concurso da escola, quatro chegaram à final. Venceu a obra dos compositores Di Menor BF, Kiraizinho, Diego Oliveira, Bakaninha, JJ Santos, Manolo, Rafael Prates, Julio Assis e Diogo Rosa.
"Eu me inspirei no que eu mesmo já vivi para escrever essa obra. Hoje estou chorando de alegria, mas as lágrimas já foram de tristeza e desespero. Só quem passa por isso sabe a dor da rejeição. Chorei muitas vezes ouvindo nosso samba pronto e não dá para medir a felicidade em poder tocar o coração das pessoas através da música."
— Di Menor, um dos autores do samba da Beija-Flor.

## Gravação e lançamento

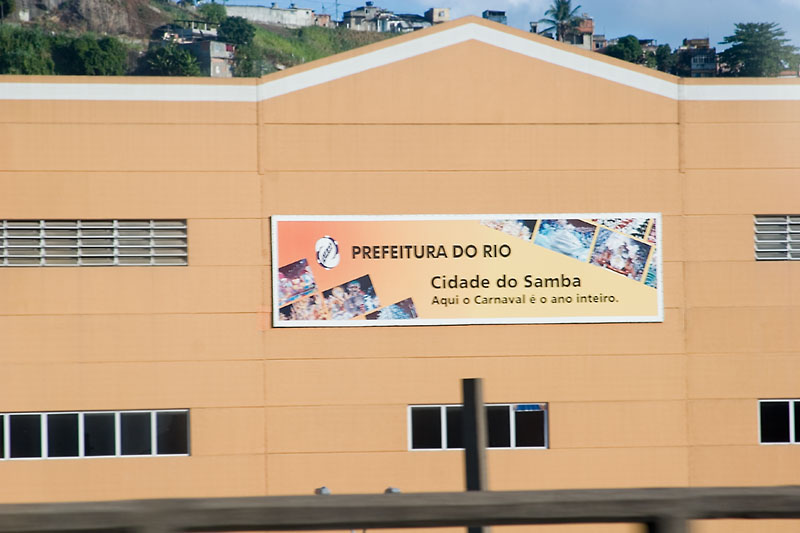
Cidade do Samba, onde foi gravada a parte ao vivo do álbum.

O álbum foi produzido por Laíla e Mário Jorge Bruno, com direção artística de Zacarias Siqueira de Oliveira, e arranjos musicais de Alceu Maia, Jorge Cardoso e Rafael Prates. Na primeira etapa, cada escola levou determinada quantidade de componentes para a gravação do coro do samba e ritmistas para gravarem a base da bateria, ao vivo, num estúdio montado na Cidade do Samba. Mais de seis mil pessoas participaram dessa primeira fase. Na segunda etapa, foram gravadas, na Cia. dos Técnicos Studio, em Copacabana, as bases instrumentais e as vozes dos intérpretes. O álbum chegou às lojas na segunda quinzena de novembro de 2017.

Diferente dos anos anteriores, e devido à crise financeira provocada pelo corte de verba promovido pela prefeitura do Rio, a Liga Independente das Escolas de Samba (LIESA) não promoveu a festa de lançamento do álbum. O lançamento coube ao Salgueiro, que pelo terceiro ano consecutivo realizou uma festa com ingressos vendidos ao público. O evento foi realizado na sexta-feira, dia 1 de dezembro de 2017, na quadra da escola, no Andaraí.
"Procuramos fazer a primeira parte dos sambas mais melodiosa e cadenciada, para que o ouvinte pudesse prestar atenção na letra e nas harmonias criadas pelos maestros Jorge Cardoso, Alceu Maia e Rafael Prates. A bateria entra na segunda parte, imprimindo ritmo mais intenso."
— Zacarias Siqueira de Oliveira, diretor artístico do projeto.

## Designvisual
Tradicionalmente, a capa do álbum e seu design visual remetem à escola campeã do carnaval anterior, enquanto a contracapa remete à vice-campeã. Como Mocidade e Portela dividiram o título de 2017, a capa de Sambas de Enredo 2018 foi dividida entre as duas escolas. O mesmo expediente foi adotado em 1999, quando as campeãs de 1998, Beija-Flor e Mangueira, dividiram a capa do álbum. A imagem da Portela, do fotógrafo Henrique Mattos, mostra parte do abre-alas da escola de 2017, intitulado "Fonte da Vida". A edição recebeu críticas por cortar as asas da águia. A imagem da Mocidade, também do fotógrafo Henrique Mattos, exibe parte do abre-alas de 2017 da escola, intitulado "Bem-Vindos ao Reino Encantado do Marrocos". O título do álbum divide as imagens transversalmente. A capa também contém a inscrição "Portela e Mocidade Campeã 2017". Fabio Oliveira é o responsável pela arte.
A contracapa do álbum monstra as mesmas imagens da capa dentro de um desenho dos arcos da Praça da Apoteose, expediente semelhante ao adotado na capa do álbum de 1999. Também contém a inscrição com os nomes das escolas que compõem o álbum sobre um fundo dividido entre as cores de Mocidade e Portela, verde e azul.

## Faixas
Tradicionalmente, a lista de faixas segue a ordem de classificação do carnaval anterior. Como duas escolas foram campeãs em 2017 (Mocidade e Portela), a LIESA realizou um sorteio para definir de qual escola seria a faixa de abertura do álbum. A Mocidade venceu o sorteio ganhando o direito de abrir o disco. A segunda faixa ficou com a Portela. A última faixa é da escola que ascendeu do grupo de acesso, o Império Serrano, campeão da Série A de 2017 e promovido ao Grupo Especial de 2018.
| N.º            | Título | Compositor(es) | Intérpretes e participações                                                        | Duração |  |
| 1.             | "Namastê... A Estrela que Habita em Mim, Saúda a que Existe em Você" (Mocidade Independente de Padre Miguel) | Altay Veloso, Paulo César Feital, Zé Glória, J. Giovanni, Denilson do Rozário, Carlinhos da Chácara, Léo Peres, Alex Saraiça                          | Wander Pires                                                                       | 6:43    |  |
| 2.             | "De Repente de Lá pra Cá e Dirrepente Daqui pra Lá..." (Portela)                                             | Samir Trindade, Elson Ramires, Neizinho do Cavaco, Paulo Lopita 77, Beto Rocha, Girão, J. Sales, Girão                                                | Gilsinho                                                                           | 6:21    |  |
| 3.             | "Senhoras do Ventre do Mundo" (Acadêmicos do Salgueiro)                                                      | Xande de Pilares, Demá Chagas, Dudu Botelho, Renato Galante, Jassa, Leonardo Gallo, Betinho de Pilares, Vanderlei Sena, Ralfe Ribeiro, W Corrêa       | Leonardo Bessa, Hudson Luiz, Tuninho Júnior (Part.: Zezé Motta e Xande de Pilares) | 5:55    |  |
| 4.             | "Com Dinheiro ou sem Dinheiro, Eu Brinco!" (Estação Primeira de Mangueira)                                   | Lequinho, Júnior Fionda, Alemão do Cavaco, Gabriel Machado, Wagner Santos, Gabriel Martins, Igor Leal                                                 | Ciganerey (Part.: Péricles)                                                        | 5:35    |  |
| 5.             | "Vai para o Trono ou não Vai?" (Acadêmicos do Grande Rio)                                                    | Edispuma, Licinho Jr., J. L. Escafura, Marcelinho Santos, Gylnei Bueno, Hélio Oliveira                                                                | Emerson Dias (Part.:Stepan Nercessian)                                             | 5:33    |  |
| 6.             | "Monstro É Aquele que não Sabe Amar. Os Filhos Abandonados da Pátria que os Pariu" (Beija-Flor)              | Di Menor BF, Kiraizinho, Diogo Rosa, Julio Assis, Bakaninha, Diego Oliveira, JJ Santos, Manolo, Rafael Prates                                         | Neguinho da Beija-Flor                                                             | 5:25    |  |
| 7.             | "Uma Noite Real no Museu Nacional" (Imperatriz Leopoldinense)                                                | Jorge Arthur, Maninho do Ponto, Julio Alves, Márcio Pessi, Piu das Casinhas                                                                           | Arthur Franco                                                                      | 5:46    |  |
| 8.             | "Brasil Bom de Boca" (União da Ilha do Governador)                                                           | Ginho, Marcelão da Ilha, Flavinho Queiroga, Júniro, Thiago Caldas, John Bahiense, André de Souza, Prof. Hugo                                          | Ito Melodia                                                                        | 5:47    |  |
| 9.             | "Academicamente Popular" (São Clemente)                                                                      | Gustavo Clarão, Ricardo Góes, Flavinho Segal, Serginho Machado, Naldo, Fabiano Paiva, Igor Marinho, Orlando Ambrósio                                  | Leozinho Nunes                                                                     | 5:21    |  |
| 10.            | "Corra, que o Futuro Vem Aí" (Unidos de Vila Isabel)                                                         | Evandro Bocão, André Diniz, Pinguim, JP, Marcelo Valência, Júlio Alves, Deco Augusto                                                                  | Igor Sorriso                                                                       | 5:32    |  |
| 11.            | "Um Coração Urbano: Miguel, o Arcanjo das Artes, Saúda o Povo e Pede Passagem" (Unidos da Tijuca)            | Totonho, Mart'nália, Dudu, Marcelinho Moreira, Fadico                                                                                                 | Tinga                                                                              | 5:53    |  |
| 12.            | "Meu Deus, Meu Deus, Está Extinta a Escravidão?" (Paraíso do Tuiuti)                                         | Cláudio Russo, Moacyr Luz, Zezé, Jurandir, Aníbal | Nino do Milênio, Celsinho Mody (Part.: Grazzi Brasil)                              | 6:13    |  |
| 13.            | "O Império do Samba na Rota da China" (Império Serrano)                                                      | Tico do Gato, Chupeta, Henrique Hoffman, Lucas Donato, Arlindinho, Andinho Samara, Victor Rangel, Jefferson Oliveira, Ronaldo Nunes, André do Posto 7 | Marquinho Art'Samba                                                                | 4:58    |  |
| Duração total: | Duração total:                                                                                               | Duração total: | Duração total:                                                                     | 1:15:03 |  |

## Conteúdo musical
- 1. "Namastê... A Estrela que Habita em Mim, Saúda a que Existe em Você" (Mocidade)

A faixa de abertura do álbum começa com uma introdução de quase um minuto e meio com o intérprete Wander Pires cantando o refrão do samba, de forma lenta, acompanhado apenas por violão. A longa introdução foi criticada por público e especialistas, mas agradou os patrocinadores indianos do desfile. Os compositores repetiram o expediente do samba de 2017, fazendo ligações entre o Brasil e o país homenageado, no caso de 2018, a Índia. A letra do samba começa citando Kamadhenu, a vaca sagrada do deus Indra, na Mitologia Hindu ("Kamadhenu derrama leite em nosso terreiro"); e o deus hidu Ganesha ("Ganesha tem licença do cruzeiro"). O samba brinca com um fictício encontro do rio indiano Ganges com a cidade do Rio de Janeiro ("Desemboca o Ganges cá no Rio de Janeiro"). O verso seguinte faz referência ao afoxé baiano Filhos de Gandhy, cujo nome foi inspirado nos princípios de não violência do ativista indiano Mahatma Gandhi ("Os filhos de Gandhi hoje são brasileiros"). No trecho seguinte, Deus Brama teria guiado as embarcações portuguesas, que estavam à caminho do Oriente, rumo ao Brasil ("Brama foi quem guiou velas de Portugal"). O samba também cita Mãe Menininha do Gantois ("E trouxe a Índia ao Gantois da mãe querida") e brinca que Padre Miguel chamou Deus Shiva para o carnaval ("Padre Miguel chamou Shiva pro carnaval / E namastê pra todo povo da avenida"). O trecho seguinte faz referência à Marcha do Sal aos movimentos de desobediência civil e resistência não violenta em prol da independência da Índia ("Do sal à doce liberdade / Há tempo ainda! / Desobedecer pra pacificar / Como um dia fez a Índia"). O refrão central do samba celebra Madre Teresa de Calcutá, missionária católica, naturalizada indiana, e canonizada em 2016 ("Tereza de Calcutá / Ó, santa senhora, ó, madre de luz / Venha para iluminar / Esse povo de Vera Cruz"). A segunda parte do samba é menor em relação à primeira. Começa fazendo uma analogia entre a Flor de Lótus, que para o hindus, simboliza a pureza espiritual, e a Vitória-régia, típica da região amazônica ("Clama o meu país / À flor de lótus, símbolo da paz / E a vitória-régia da mesma raiz / Pela tolerância entre os desiguais"). O festival indiano Holi é lembrado no verso seguinte ("Nesse Holi / Eis o triunfo do bem e da fé"). O samba segue exaltando personalidades pacifistas como o indiano Jawaharlal Nehru, líder do movimento de independência da Índia; e os brasileiros Dom Hélder Câmara e Chico Xavier ("Nehru, Dom Hélder, Chico Xavier / Olhem pra Índia e pro Brasil! Ô, ô"). O refrão principal do samba celebra as "santíssimas trindades", indiana e brasileira, referência à Trimúrti, composta pelos deuses hindus Brama, Vishnu e Shiva; e à tríade Tupi, formada por Tupã, Jaci e Guaraci ("Bendita seja a Santíssima Trindade / Em Nova Deli ou no céu tupiniquim"). A eternidade, tema constante na cultura indiana, encerra o refrão ("Ronca na pele do tambor da eternidade / O amor da Mocidade sem início, meio e fim").
- 2. "De Repente de Lá pra Cá e Dirrepente Daqui pra Lá..." (Portela)

A faixa da Portela tem como tema os judeus que deixaram Pernambuco rumo à Nova Iorque. A faixa abre com o coral da comunidade portelense cantando um trecho da canção "Hino da Portela", de Chico Santana. Após essa introdução, Gilsinho dá seu grito de guerra e inicia o samba. O intérprete usa expressões e sotaque do Nordeste brasileiro em seus cacos. A letra do samba está em primeira pessoa, como se fosse narrada por um repentista nordestino, usando gírias e expressões regionais. O narrador começa o samba se apresentando e convidando o portelense, chamado de "povo vencedor" em alusão ao campeonato de 2017, para contarem juntos a história do enredo ("Vamos simbora povo vencedor / Contar a mesma história / Sou nordestino, estrangeiro, versador / Eh, eh, eh, viola…"). O trecho seguinte faz referência à invasão holandesa em Pernambuco com o objetivo de restaurar o comércio do açúcar ("Vem do arrecife, oio azul, cabra da peste / No doce do meu agreste, querendo se lambuzar"). O samba lembra que, fugindo da perseguição religiosa na península ibérica, um grupo de imigrantes judeus aportou na colônia holandesa à procura de trabalho ("Oi o mar, maré de saudade, oi o mar / Pedindo paz a Javé, perseguido na fé / O imigrante veio trabaiá"); mas tempos depois, os portugueses retomaram os territórios conquistados pela Holanda no Brasil ("Oh, saudade que vai na maré / Passa o tempo e não passa a dor / E um dia Pernambuco o português reconquistou"). Perseguidos pela Inquisição Portuguesa, os judeus tiveram que fugir do Nordeste ("Luar do sertão, ilumina… / Pra quem deixou esse chão, triste sina / Ô, cumpadi, em seu peito leva um dó"). O primeiro estribilho do samba lembra que os judeus se dividiram em grupos, seguindo rumos diferentes ("Cada um em seu destino e a tristeza dá um nó"). Um desses grupos de judeus teria sido capturado por piratas que exigiram o pagamento de ouro ou prata para libertá-los, mas o grupo foi resgatado pelos franceses e pode seguir viagem ("Vixi Maria, lá no meio do caminho / Tem pirata no navio / O pagamento não foi ouro nem foi prata / Essa gente aperriada foi seguindo / Ô gira ciranda, vai a chuva vem o sol, deixa cirandar"). O segundo estribilho do samba lembra a chegada dos judeus à Nova Amsterdã ("Chega criança, homi, muié / No abraço dessa terra só não fica quem não quer"). Anos mais tarde, após o domínio inglês, Nova Amsterdã passa a se chamar Nova Iorque. Como presente francês, os Estados Unidos receberam a Estátua da Liberdade, símbolo de boas-vindas aos imigrantes que chegam do exterior ("É legado, é união, é presente, igualdade / É Noviórque, pedestal da liberdade"). O final do samba celebra o vigésimo segundo título conquistado pela Portela no carnaval ("A minha águia em poesia de cordel / Vinte e duas vezes minha estrela lá no céu"). A polêmica divisão do título do carnaval de 2017 é provocada no refrão principal do samba com a Portela se auto intitulando "a campeã das campeãs" ("Lá vem Portela é melhor se segurar / Coração aberto quem quiser pode chegar / Vem irmanar a vida inteira / Na campeã das campeãs em Madureira").
- 3. "Senhoras do Ventre do Mundo" (Salgueiro)

A faixa do Salgueiro tem como tema as matriarcas negras. A faixa abre com Zezé Motta cantando o refrão central do samba. Após essa introdução, os três intérpretes salgueirenses dão seus gritos de guerra e iniciam o samba. Na primeira passada, cada intérprete canta uma parte do samba. Na segunda passada, os três cantam juntos. A letra do samba começa apresentando o enredo e citando as cores do Salgueiro, vermelho e branco ("Senhoras do ventre do mundo inteiro / A luz no caminho do meu Salgueiro / A me guiar...vermelha inspiração / Faz misturar ao branco nesse chão"). O trecho seguinte evoca a ancestralidade das mulheres africanas ("Na força do seu ritual sagrado / Riqueza ancestral / Deusa raiz africana / Bendita ela é... e traz no axé um canto de amor / Magia pra quem tem fé / Na gira que me criou"). O refrão central do samba faz referência à força materna da mulher que gera a vida e a protege. Também alude às rainhas deusas do Egito e à Rainha Nzinga, soberana de Angola ("É mãe, é mulher, a mão guardiã / Calor que afaga, poder que assola / No vale do Nilo, a luz da manhã / A filha de Zambi nas terras de Angola"). A segunda parte do samba começa fazendo referência às mulheres guerreiras da antiguidade de diversas civilizações, que lutavam em batalhas e lideravam exércitos ("Guerreira, feiticeira, general contra o invasor"); e às mulheres que colaboraram para o desenvolvimento de inúmeros saberes na história da humanidade ("A dona dos saberes confirmando seu valor"). O trecho seguinte faz referência à Tereza de Benguela, chefe do Quilombo do Quariterê, e Luiza Mahin, envolvida na Revolta dos Malês ("Ecoou no Quariterê / O sangue é malê em São Salvador"). A seguir são exaltadas as mulheres chefes de família, as amas de leite, quituteiras e as iaôs ("Oh matriarca desse cafundó / A preta que me faz cafuné / Ama de leite do senhor / A tia que me ensinou a comer doce na colher / A benção mãe baiana rezadeira / Em minha vida seu legado de amor"). Os versos seguintes fazem referência à luta contra a discriminação racial ("Liberdade é resistência / E à luz da consciência / A alma não tem cor"). O refrão principal do samba celebra a herança africana presente nas mulheres negras brasileiras e no próprio Salgueiro, reconhecido por seus desfiles de temática afro ("Firma o tambor pra rainha do terreiro / É negritude... Salgueiro / Herança que vem de lá, ô / Na ginga que faz esse povo sambar").
- 4. "Com Dinheiro ou sem Dinheiro, Eu Brinco!" (Mangueira)

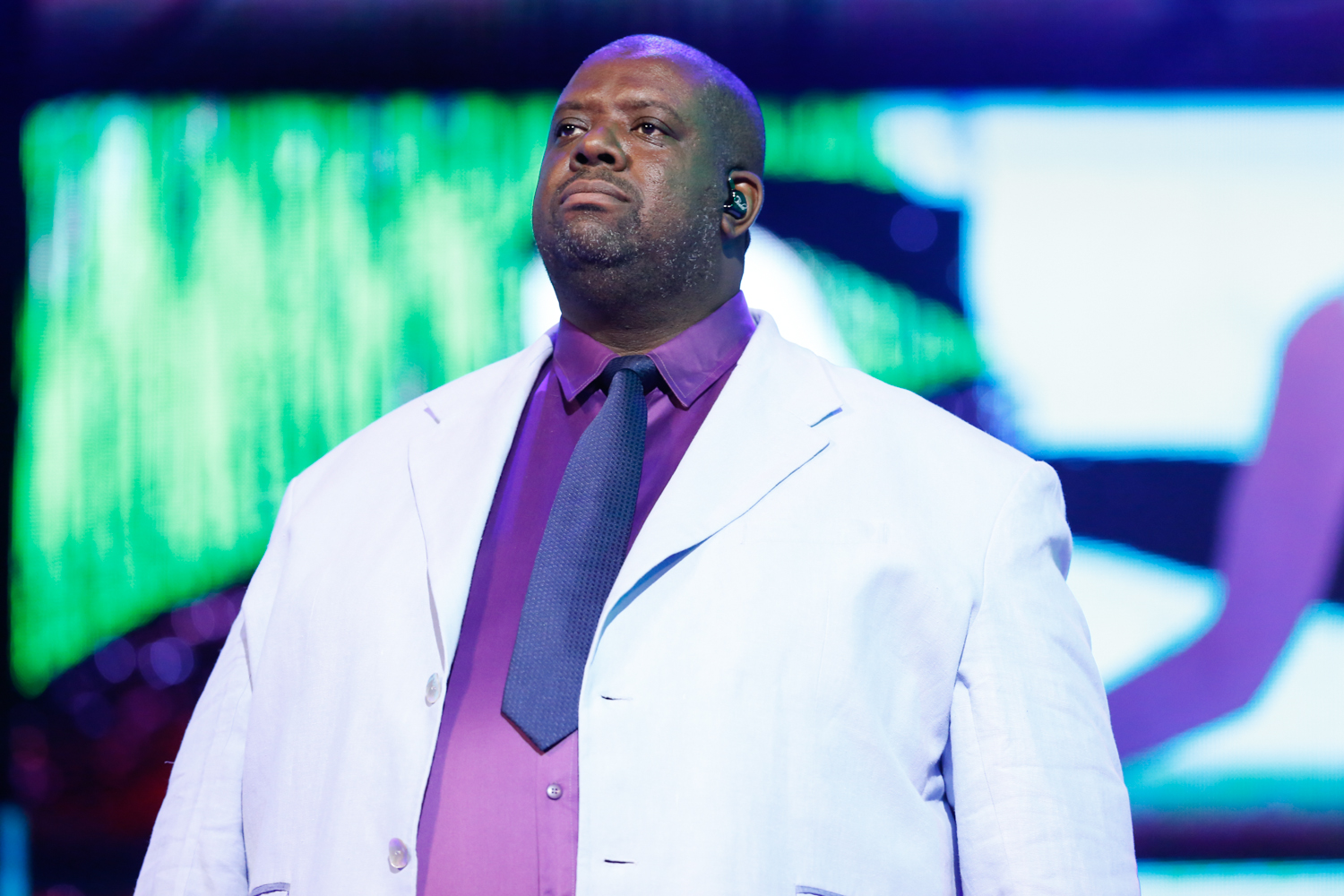
O cantor Péricles participa da faixa da Mangueira.

A faixa da Mangueira é interpretada por Ciganerey e Péricles. A obra começa questionando o rumo das escolas de samba, onde o dinheiro se tornou primordial para a realização da festa e sugere que é hora de ter consciência e priorizar o samba, exaltando a resistência de quem sempre lutou por essa bandeira ("Chegou a hora de mudar / Erguer a bandeira do samba / Vem a luz à consciência / Que ilumina a resistência dessa gente bamba"). O trecho seguinte lembra dos primórdios do carnaval carioca, quando a falta de dinheiro não interferia na vontade de brincar das pessoas ("Pergunte aos seus ancestrais / Dos antigos carnavais, nossa raça costumeira"). O primeiro refrão do samba lembra que, antigamente, os sambistas eram marginalizados e que as fantasias das escolas eram feitas de material barato, sem o luxo contemporâneo ("Outrora marginalizado, já usei cetim barato pra desfilar na Mangueira"). Os versos seguintes exaltam o compositor popular, que aprende sua arte no dia a dia, improvisando um samba na mesa de um bar, com garfos e pratos. ("A minha escola de vida é um botequim / Com garfo e prato eu faço meu tamborim / Firmo na palma da mão, cantando laiálaiá / Sou mestre-sala na arte de improvisar"). O segundo refrão do samba faz alusão à Vai Como Pode (primeiro nome da Portela) e trata do desejo de resgatar a felicidade dos antigos carnavais, onde o povo podia brincar o carnaval sem distinção ("Ôôô somos a voz do povo / Embarque nesse cordão / Pra ser feliz de novo / Vem como pode no meio da multidão"). O trecho seguinte pede a volta da emoção no carnaval em detrimento do luxo. No primeiro verso, a palavra liga tem duplo sentido, podendo ser entendido também como uma crítica às ligas de carnaval ("Não... não liga não / Que a minha festa é sem pudor e sem pena / Volta a emoção / Pouco me importa o brilho e a renda"). A seguir, o samba celebra a rua como espaço público, do povo por direito ("Vem pode chegar / Que a rua é nossa, mas é por direito") e conclama o povo a invadir as ruas, fazendo alusão ao portão da Marquês de Sapucaí que divide o público entre quem pode pagar pra ver o espetáculo dos que não podem ("Vem vadiar por opção, derrubar esse portão, resgatar nosso respeito"). O samba conclui que a Mangueira, surgida do morro como tantas outras agremiações, tem a capacidade de levantar todas as questões expostas no samba, que muitos insistem em "jogar para debaixo do tapete" ("O morro desnudo e sem vaidade / Sambando na cara da sociedade / Levanta o tapete e sacode a poeira / Pois ninguém vai calar a Estação Primeira"). O terceiro estribilho do samba sintetiza a ideia do enredo, de que se faltar dinheiro, não há de faltar alegria e samba para o povo brincar o carnaval ("Se faltar fantasia, alegria há de sobrar / Bate na lata pro povo sambar"). O refrão principal da obra pode ser lido como uma indireta ao então prefeito do Rio, Marcelo Crivella, acusado de cortar a verba das escolas de samba devido à sua religião, que trata o carnaval como pecado ("Eu sou Mangueira meu senhor, não me leve a mal / Pecado é não brincar o carnaval").
- 5. "Vai para o Trono ou não Vai?" (Grande Rio)

A faixa da Grande Rio começa com um áudio do ator Stepan Nercessian interpretando Chacrinha, o homenageado do enredo. Stepan ainda faz outros cacos imitando Chacrinha durante o samba. Logo após, a bateria da escola e o intérprete Emerson Dias repetem a introdução usada no álbum de 2017. Seguindo o enredo proposto, o samba retrata a vida de Chacrinha ao inverso, do auge da carreira até o seu nascimento. A letra do samba começa fazendo referência ao desfile da escola, como se fosse o próprio Chacrinha narrando ("O show não terminou / Vou desfilar nos braços do meu povo"). A seguir, o samba faz referência à diversas músicas de sucesso executadas nos programas de rádio e televisão do homenageado como "Maluco Beleza" de Raul Seixas ("Outra vez vou ficar maluco beleza"); "Aguenta Coração" de José Augusto ("Agora aguenta coração"); e "Alegria, Alegria" de Caetano Veloso ("Alegria, alegria era o tom da canção"). O trecho seguinte cita um dos apelidos de Chacrinha, chamado de "o velho guerreiro" e lembra do estilo tropicalista do comunicador ("Sou o velho guerreiro, um tropicalista"). Uma das célebres frases de Chacrinha, "Eu não vim pra explicar. Vim para confundir" é lembrada nos versos seguintes junto com a famosa buzina utilizada pelo comunicador e o troféu abacaxi entregue em seu programa de calouros ("Eu não vim pra explicar, vou te confundir / Se eu buzinar... Leva o troféu abacaxi"). O refrão central do samba faz referência às músicas "Ê Baiana" de Clara Nunes; "Balancê" de Gal Costa; Sandra Rosa Madalena de Sidney Magal; e a marchinha "Maria Sapatão" ("Ê baiana... O seu balancê me encanta / Roda e avisa, vem pro meu samba / Quero vê-la sorrir, quero vê-la cantar / Se é Maria ou João deixa pra lá"). A segunda parte do samba começa lembrando os programas de rádio de Chacrinha, sua estreia na televisão, com imagens ainda em preto e branco, e os conflitos vividos no meio televisivo ("E por falar em saudade / O preto e o branco da televisão / Nas ondas do rádio, tocando amores / A luta pelos bastidores"). O trecho seguinte cita Florinda, esposa de Chacrinha, e lembra que o comunicador ganhou seu apelido quando trabalhava dentro de uma pequena chácara ("Minha Florinda, a flor mais linda, desabrochou / Chacrinha, morada que batiza o meu sucesso"). A seguir, o samba faz referência às músicas "Emoções" de Roberto Carlos e "Aquele Abraço" de Gilberto Gil, na qual Chacrinha é homenageado ("São tantas emoções eu te confesso / Sou Abelardo, aquele abraço"). O trecho seguinte cita a cidade em que Abelardo Barbosa nasceu, Surubim; além de Recife, onde começou sua carreira ("Recife... em surubim nasceu o rei menino"). Manifestações culturais de Pernambuco, que marcaram a infância de Chacrinha, o frevo e o Galo da Madrugada são citados nos versos seguintes ("No frevo dessa gente arretada / Vou me acabar no galo da madrugada"). O falso refrão que encerra o samba faz referência à música "Fogo e Paixão" de Wando; além de citar as chacretes e outras frases de Chacrinha como "vai para o trono ou não vai?" e "Terezinha" ("Meu iaiá, quando a sirene tocar / A massa toda cantar / Vai para o trono ou vai? / Vem chacrete, o bumbum rebolar / Eu vou brilhar na TV, ouvir de novo dizer / Oh, Therezinha! Oh, Therezinha! / Vai começar mais um cassino do Chacrinha / Oh, Therezinha! Oh, Therezinha! / A Grande Rio é o cassino do Chacrinha"). Os últimos versos do falso refrão utilizam a melodia do tema de abertura do programa Cassino do Chacrinha.
- 6. "Monstro É Aquele que não Sabe Amar. Os Filhos Abandonados da Pátria que os Pariu" (Beija-Flor)

Interpretado por Neguinho da Beija-Flor, o samba da escola de Nilópolis faz uma analogia entre a obra Frankenstein e as mazelas sociais do Brasil. Na primeira parte do samba, a letra é ambígua, fazendo referências à história de Frankenstein, mas que também servem para retratar o abandono de brasileiros que se encontram à margem da sociedade ("Sou eu... / Espelho da lendária criatura / Um monstro... / Carente de amor e de ternura / O alvo na mira do desprezo e da segregação / Do pai que renegou a criação / Refém da intolerância dessa gente / Retalhos do meu próprio Criador / Julgado pela força da ambição / Sigo carregando a minha cruz / À procura de uma luz, a salvação"). O refrão central do samba faz alusão à exploração da fé. Religiosos que exploram os mais necessitados e só fazem o bem em troca de algo ("Estenda a mão meu senhor / Pois não entendo tua fé / Se ofereces com amor / Me alimento de axé / Me chamas tanto de irmão / E me abandonas ao léu / Troca um pedaço de pão / Por um pedaço de céu"). A segunda parte do samba começa fazendo referência à corrupção na política e seus efeitos na sociedade ("Ganância veste terno e gravata / Onde a esperança sucumbiu / Vejo a liberdade aprisionada / Teu livro eu não sei ler, Brasil!"). O trecho seguinte aponta o samba como salvação para os problemas sociais ("Mas o samba faz essa dor dentro do peito ir embora / Feito um arrastão de alegria e emoção o pranto rola / Meu canto é resistência no ecoar de um tambor / Vem ver brilhar mais um menino que você abandonou"). O refrão principal do samba critica o abandono dos brasileiros pelas autoridades e usa a Beija-Flor como símbolo de acolhimento social ("Oh! Pátria amada, por onde andarás? / Seus filhos já não aguentam mais! / Você que não soube cuidar / Você que negou o amor / Vem aprender na Beija-Flor!").
- 7. "Uma Noite Real no Museu Nacional" (Imperatriz Leopoldinense)

A faixa da Imperatriz tem como tema o Museu Nacional. A faixa abre com o intérprete Arthur Franco cantando um verso do samba de 1991 da Imperatriz, algo comum nas faixas da escola entre 1992 e 2004 (último ano em que tinha sido utilizado). A letra do samba começa apresentando o enredo e faz alusão ao significado da palavra "museu" que, originada na Grécia, significa "casa das musas" ("Onde a musa inspira a poesia / A cultura irradia / O cantar da Imperatriz"). O trecho seguinte faz referência ao Palácio da Quinta da Boa Vista, onde está abrigado o Museu. O local, construído numa colina, serviu de residência para a corte real portuguesa e posteriormente, com a independência do Brasil, para a família imperial brasileira ("É um palácio / Emoldura a beleza / Abrigou a realeza, patrimônio é raiz / Que germinou e floresceu lá na colina / A obra-prima viu o meu Brasil nascer"). A seguir, seguindo a proposta do enredo, que começa de noite, numa alusão ao filme Night at the Museum, o samba passa a referenciar as coleções e exposições do museu, como se fizesse um passeio pelo próprio ("No anoitecer dizem que tudo ganha vida / Paisagem colorida deslumbrante de viver"). São lembradas as coleções de meteoritos; coleções de fósseis; coleções de insetos; e de cristais ("Bailam meteoros e planetas / Dinossauros, borboletas / Brilham os cristais / O canto da cigarra em sinfonia / Relembrou aqueles dias que não voltarão jamais"). O refrão central do samba faz referência às exposições de zoologia e ao Zinkpo, o trono do rei de Daomé, doado por embaixadores do rei Adandozan de presente ao então príncipe Dom João e posteriormente integrado ao acervo do Museu ("Voa Tiê, Tucano, Arara / Quero-quero ver onça pintada / Os tambores ressoaram, era um ritual de fé / Para o Rei de Daomé, para o Rei de Daomé"). A segunda parte do samba começa lembrando o sarcófago de Sha-Amun-en-su, uma sacerdotisa egípcia e cantora do Templo de Carnaque, dedicado ao deus Ámon ("A brisa me levou para o Egito / Onde um solfejo lindo da cantora de Amon"); e a coleção Greco-Romana, com destaque para o torso nu da Deusa Vênus ("Ecoa sob a lua e o sereno / Perfumando a Deusa Vênus sem jamais sair do tom"). O trecho seguinte remete às exposições de artefatos karajás, marajós e bororós; ao esqueleto de Luzia, o fóssil humano mais antigo encontrado na América do Sul; e à Coleção pré-colombiana do Museu com peças de sociedades ameríndias da época pré-colombiana como Chimu e Inca ("Marajó, carajá, bororó / Em cada canto um herdeiro de Luzia / Flautas de chimus e incas / Sopram pelas grimpas linda melodia"). A seguir, seguindo a proposta do enredo, o passeio pelo museu termina ao amanhecer e a Quinta da Boa Vista é aberta para diversão do público. O samba também faz menção ao Jardim das Princesas, onde as filhas de D. Pedro II, Isabel e Leopoldina, costumavam brincar ("À luz dourada do amanhecer / As princesas deixam o jardim / Os portões se abrem pro lazer / Pipas ganham ares / Encontros populares / Decretam que a Quinta é pra você"). O refrão principal do samba destaca a coroa, símbolo da agremiação e celebra a vocação da escola para enredos culturais como a comemoração dos duzentos anos do Museu ("Gira a coroa da majestade / Samba de verdade, identidade cultural / Imperatriz é o relicário / No bicentenário do Museu Nacional").
- 8. "Brasil Bom de Boca" (União da Ilha)

Interpretada por Ito Melodia, a faixa da União da Ilha tem como tema os hábitos alimentares brasileiros. O samba faz referência à Descoberta do Brasil, com a chegada dos portugueses, dando início à miscigenação brasileira ("Caravelas a bailar no mar / Chegam pra miscigenar essa folia"). Um "falso refrão" faz referência à carta de Pero Vaz de Caminha e à mistura de temperos dos portugueses com os frutos encontrados no Brasil ("Eita tempo bom. Eu quero provar! / Derrama o caldo de lá, nos frutos de cá / Eita tempero bom, eu quero provar / Nas terras tupiniquins o que se planta dá"). O trecho seguinte faz alusão à culinária indígena e o uso da pimenta ("E tupã abençoou esse sabor da aldeia / Incendeia, aguça o paladar / Mergulhei no gosto que mareia / Riqueza milenar"). O refrão central do samba faz referência à culinária dos escravizados, com destaque para a feijoada, prato muito utilizado em rituais africanos ("Fogo aceso no terreiro das Yabás ô ô / Na mistura a herança dos meus ancestrais / Bota água no feijão que o samba esquentou / Óôôô na batida do tambor"). A segunda parte do samba começa fazendo menção aos grãos ("E na fartura do meu tabuleiro / O grão é vida e mostra o seu valor"); aos temperos ("Sinto o cheiro de cravo e canela / Vó quituteira mexendo a panela"); e ao cacau ("Da nossa terra, um gostinho sem igual / Pro seu prazer doce cacau"). O trecho seguinte remete às comidas, petiscos e bebidas de boteco ("Ilha...prepara a mesa, no bar faz a festa"). O refrão principal do samba brinca fazendo uma analogia entre a União da Ilha e uma iguaria comestível ("Vem provar o sabor desse meu carnaval! / Eu sou a Ilha, sou o prato principal / Vou deixar água na boca / Provocar uma vontade louca").
- 9. "Academicamente Popular" (São Clemente)

A faixa da São Clemente tem como tema a Escola de Belas Artes da UFRJ. O samba começa fazendo referência à Missão Artística Francesa, grupo de artistas franceses, incluindo o pintor Jean-Baptiste Debret, que chegaram ao Rio de Janeiro no início do século XIX, implantando o estilo neoclássico na cidade ("Vem ver! Convidei Debret / Pra pintar o desfile do meu carnaval / A arte neoclássica impera no Brasil colonial"). O trecho seguinte faz alusão à fundação da Escola Real de Ciências, Artes e Ofícios por um decreto de D. João VI, orientada pela Missão Artística Francesa. O objetivo da escola era a implantação do ensino das artes no Brasil segundo o paradigma acadêmico, o neoclassicismo francês, vigente na Europa até o advento do Impressionismo e da Arte Moderna ("D. João! Em nobres traços vê inspiração / E faz um Rio à francesa / Erguendo os pilares do saber"). Os versos seguintes fazem referência à filosofia de trabalho de Johann Georg Grimm, mestre da Academia Imperial de Belas Artes responsável por levar seus alunos a pintarem em contato direto com a natureza ("Emoldurando... a exuberante natureza / Onde toda forma se mistura / Na mais perfeita arquitetura"). O refrão central do samba remete às diversas gerações de artistas formadas pela Escola de Belas Artes, que em suas obras retratavam as glórias do Brasil em importantes passagens da história nacional; a figura do índio e do negro; e a natureza do país ("É a força da mata, salve São Sebastião / Onde o artista encontra o povo, a beleza desse chão / Viu no tom a negritude, viu no índio a atitude / O esplendor de uma nação"). A segunda parte do samba começa lembrando os artistas que passaram pela Escola de Belas Artes, incluindo carnavalescos ("Ao ver a minha obra na avenida / Relembro dos artistas imortais / É a brasilidade dando vida / A arte dos salões aos carnavais"). O trecho seguinte cita um verso do samba exaltação da São Clemente ("quem chorava vai sorrir") e faz referência ao incêndio que destruiu algumas salas da Escola de Belas Artes em 2016. Os versos também citam os manuais utilizados pelos mestres da Missão Artística Francesa para propagação de seus ensinamentos ("Hoje... quem chorava vai sorrir / Os manuais vão reluzir / A missão no peito de quem ama / Em manter acesa a chama / Recriar... os 200 de história / Numa linda trajetória / Academicamente popular"). No final da faixa, o intérprete Leozinho Nunes presta uma homenagem ao ex-presidente da escola, Ricardo Almeida Gomes, morto em setembro de 2017.
- 10. "Corra, que o Futuro Vem Aí" (Vila Isabel)

A faixa da Vila Isabel é interpretada por Igor Sorriso. A obra versa sobre a inventividade humana. A letra do samba começa explicando que para projetar o futuro é preciso lembrar o passado ("Quem quer tocar o horizonte / E conhecer o que virá / Mergulhe fundo, o passado é a fonte / Quem nunca foi, jamais será"). O trecho seguinte faz referência à descoberta do fogo e sua utilização para diversos fins ("O fogo que arde na alma da gente / Desvenda mistérios e traz o saber / Forja o sonho, ilumina a mente / Brilha no meu ser"). O refrão central do samba faz alusão à invenção da roda e sua utilização em diversas atividades ("O mundo gira nas voltas da vila / Rodas da vida que movem moinhos / No sopro de um novo tempo, força do pensamento / Descobrindo novos caminhos"). A segunda parte do samba começa fazendo referência aos primeiros registros em barro que, com o passar do tempo, deram origem à escrita de diferentes povos; além da invenção da imprensa e a impressão dos livros ("Destinos moldados na palma da mão / Lições da história pra se folhear / Os livros inspiram a evolução"). Também são lembradas as criações do computador, da rádio, da televisão e do cinema (sétima arte) com seus efeitos especiais ("Um click nos leva pra qualquer lugar / Nas ondas do rádio ou na televisão / Na sétima arte que mostra até mais / Ensinamentos, efeitos bem mais que especiais"). O trecho seguinte lembra as invenções que ajudam os humanos à explorar os mares e o espaço sideral, fazendo alusão à chegada do Homem na lua ("Aventureiros cruzaram oceanos / Chegaram ao fundo do mar / Riscaram o espaço e deram um passo / Maior que o homem podia imaginar"). A seguir, o samba lembra que a projeção da ciência para o futuro está cada vez mais ligada à conceitos de sustentabilidade e preservação da natureza ("Hoje pensar em ciência / É ter consciência do que está por vir / Então, pra que desistir? / Corra que o futuro vem aí"). O refrão central do samba exalta a comunidade da Unidos de Vila Isabel, oriunda do "morro" (dos Macacos) e do "asfalto" (simbolizado pelo Boulevard 28 de Setembro). O refrão também faz referência à duas obras de Martinho da Vila: "Ai que Saudades que Eu Tenho", samba-enredo derrotado na disputa da Vila em 1977 e posteriormente gravado e lançado por Martinho ("Minha Vila tá legal") e "Quatro Séculos de Modas e Costumes", samba da Vila de 1968 ("O moderno e o tradicional"). O refrão do samba ainda usa a expressão "povo do samba", historicamente ligada à Vila Isabel e alvo de polêmica com a Unidos de Tijuca, que em seu samba de 2018 também utiliza a expressão ("O povo do samba é vanguarda popular / Mora nos Macacos e no Boulevard / Vem aqui aprender, minha vila tá legal / O moderno e o tradicional").
- 11. "Um Coração Urbano: Miguel, o Arcanjo das Artes, Saúda o Povo e Pede Passagem" (Unidos da Tijuca)

A faixa da Unidos da Tijuca é interpretada por Tinga. A letra do samba, em homenagem à Miguel Falabella, começa fazendo referência à infância de Miguel na Ilha do Governador ("O grande espetáculo vai começar / Prepare o seu coração / Na Ilha Encantada, a lembrança"). A seguir, são lembradas duas obras que marcaram a infância de Miguel: Sítio do Picapau Amarelo e O Pequeno Príncipe ("Do Reino dos Mares, a inspiração / Um príncipe, um sonhador"). Falabella se "apaixona" pela arte, indo estudar no Teatro O Tablado, de Maria Clara Machado, que foi uma das inspirações para sua carreira. O trecho também alude ao início da carreira de Miguel, como autor de peças humorísticas ("Gênio das artes, seu grande amor / Espelho de Clara sabedoria / A escrita o fascinou / Fez do tablado a sua vida / Arcanjo do riso, poeta do humor"). O refrão central do samba faz referência ao desfile da Tijuca, quando a comunidade da escola, oriunda do Morro do Borel, "desce o morro" para homenagear o artista ("Quando a luz acender, o céu clarear / O morro descer pra vê-lo brilhar / Quantas emoções a proporcionar / Oh mestre da arte de contracenar"). A segunda parte do samba começa fazendo alusão às obras de Miguel como as peças de teatro musical ("É lindo ver seu brilhantismo em grandes criações / Roteiros, personagens, musicais de tantas sensações"); os desfiles de carnaval e as séries de televisão Toma Lá, Dá Cá e Pé na Cova ("No carnaval, um toma lá, dá cá de gente bamba / Que tira o pé da cova quando samba"); a peça teatral A Partilha ("Partilha essa alegria na Sapucaí"); e o sitcom Sai de Baixo ("Sai de baixo! Chegou a hora, é a vez do povo do Borel / Em forma de samba a nossa homenagem a você, Miguel"). O trecho seguinte lembra de forma sutil o trágico acidente ocorrido no desfile da escola em 2017 ("Tijuca, escola de vida, és minha paixão / As lágrimas de outrora já não rolam mais / Se rolarem, é emoção!"). O refrão do samba utiliza a expressão "povo do samba", ligada à Vila Isabel, o que gerou polêmica. Os compositores pensaram em alterar o verso, mas decidiram manter. O refrão também cita as cores da Unidos da Tijuca, azul e amarelo, e evidencia a busca por mais uma estrela (título) com a homenagem à Falabella ("O povo do samba chamou / E fez de você um poema de amor / Na minha bandeira azul e amarela / Mais uma estrela, Miguel Falabella").
- 12. "Meu Deus, Meu Deus, Está Extinta a Escravidão?" (Paraíso do Tuiuti)

A faixa da Paraíso do Tuiuti é interpretada por Grazzi Brasil, Celsinho Mody e Nino do Milênio. A letra do samba está em primeira pessoa e começa fazendo referência à escravidão, seja a branca, em referência aos eslavos escravizados, de onde surgiu o termo "escravo", ou a de negros ("Irmão de olho claro ou da Guiné... / Qual será o seu valor? Pobre artigo de mercado"). O trecho seguinte lembra do horror da escravidão e os castigos físicos sofridos pelos escravos ("Senhor eu não tenho a sua fé, e nem tenho a sua cor / Tenho o sangue avermelhado / O mesmo que escorre da ferida / Mostra que a vida se lamenta por nós dois"). O prato de comida lembra que a única coisa que o escravocrata não deseja ao escravo é que este passe fome, pois com fome, o escravo não trabalha, adoece e morre ("Mas falta em seu peito um coração / Ao me dar a escravidão e um prato de feijão com arroz"). Os versos seguintes fazem referência à diáspora africana. Reis, guerreiros, homens simples do povo misturados aos seus nobres, e gente de tribos rivais foram presos, comercializados e escravizados para trabalhar em canaviais, cafezais, mineração entre outras atividades ("Eu fui Mandiga, Cambinda, Haussá / Fui um rei Egbá preso na corrente / Sofri nos braços de um capataz / Morri nos canaviais onde se plantava gente"). O refrão central do samba cita Preto-velho, uma linha de trabalho de entidades de umbanda, que se apresenta sob o arquétipo de velhos africanos que viveram como escravos e que contam as histórias do tempo de cativeiro. O refrão também cita a Calunga Grande, nome dado à travessia marítima de escravizados da África até chegar à América ("Ê Calunga ê, ê Calunga! / Preto-velho me contou, Preto-velho me contou / Onde mora a senhora liberdade / Não tem ferro, nem feitor..."). A segunda parte do samba começa fazendo referência à devoção de negros escravos e alforriados à Nossa Senhora do Rosário e à São Benedito, o que gerou manifestações culturais como a congada ("Amparo do rosário ao negro Benedito / Um grito feito pele do tambor"). A seguir, é lembrada a luta dos abolicionistas pelo fim da escravidão e o primeiro jornal da imprensa negra no Brasil, batizado O Homem de Cor ("Deu no noticiário, com lágrimas escrito / Um rito, uma luta, um homem de cor"). O trecho seguinte se refere à Lei Áurea como uma "bondade cruel", uma vez que ela foi assinada por pressão internacional, de parte da sociedade brasileira e de resistência dos escravizados e também porque manter a escravidão no Brasil se tornou muito oneroso. Além disso, a abolição não foi acompanhada por ações que promovessem a inserção dos ex-escravos na sociedade, propagando a miséria e a desigualdade entre a população de negros libertos que formaram uma espécie de "cativeiro social" ("E assim quando a lei foi assinada / Uma lua atordoada assistiu fogos no céu / Áurea feito o ouro da bandeira / Fui rezar na cachoeira contra a bondade cruel"). A seguir, o samba emenda dois refrãos seguidos. O primeiro pede o fim do "cativeiro social", em referência à escravidão moderna e à precarização do trabalho ("Meu Deus! Meu Deus! / Se eu chorar não leve a mal / Pela luz do candeeiro / Liberte o cativeiro social"). O refrão central do samba se refere ao Paraíso do Tuiuti como um quilombo do Morro do Tuiuti, ideia sugerida na premissa do enredo da escola ("Não sou escravo de nenhum senhor / Meu Paraíso é meu bastião / Meu Tuiuti, o quilombo da favela / É sentinela da libertação").
- 13. "O Império do Samba na Rota da China" (Império Serrano)

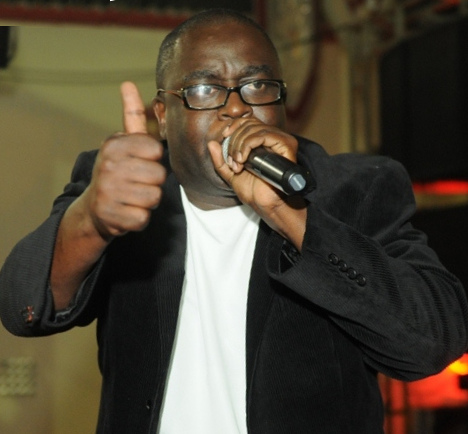
Marquinho Art'Samba interpreta a faixa do Império Serrano.

A última faixa, do Império Serrano, é a de menor duração do álbum e a única com menos de cinco minutos de duração. A obra, interpretada por Marquinho Art'Samba, homenageia a China, mesclando referências sobre o Império Serrano e o país asiático. A letra do samba começa fazendo referência à seda, que já foi considerada a mais valiosa mercadoria da China e gerou a famosa Rota da Seda. Os compositores utilizam um jogo de palavras em "confio" (com fio), fazendo alusão ao fio da seda e à confiança no próprio Império. Em "conceda" (com seda), faz referência à seda mas também pede concessão à escola ("Confio no meu verde e branco a seguir / Conceda o caminho onde eu possa reinar"). O jogo duplo de palavras continua nos versos seguintes. "Império de tradições imponentes" faz alusão tanto à China quanto ao Império Serrano. Em "Nos oriente a desvendar", a palavra "oriente" faz referência ao posicionamento geográfico chinês, mas também pede orientação ao país para desvendar os mistérios de sua cultura. A seguir, é lembrada a lenda chinesa do bicho-da-seda, a qual conta que a Imperatriz Leizu estava bebendo chá debaixo de uma árvore quando um casulo caiu em sua bebida ("O sábio contou, eu guardei na memória / A lenda do chá que marcou a história"). O samba ainda faz referência às dinastias chinesas da Idade dos Metais ("A dinastia registrada nos metais / Salve os ancestrais / Um legado imortal"). O refrão central do samba cita o gongo, instrumento musical ligado à China, e o agogô, instrumento símbolo da bateria do Império Serrano ("Quando soar o gongo / Toca esse agogô / Roda a baiana, é festa, um ritual de amor / A tradição milenar aprendendo a sambar / Com o melhor professor"). A segunda parte do samba começa fazendo referência às invenções chinesas na antiguidade e as inovações tecnológicas contemporâneas ("A sabedoria tão perfeita / Feito um oásis de invenções"). O samba também lembra a Muralha da China, fortaleza construída para proteger o país de invasões ("Sua fortaleza é o que me faz seguir / Sou mais um guerreiro a lutar por ti"). A seguir, o samba celebra a volta do Império Serrano ao Grupo Especial, fazendo referência aos sambas "Serra dos Meus Sonhos Dourados", de Carlinhos Bem-Te-Vi e "Meu Lugar", de Arlindo Cruz e Mauro Diniz ("Não desfazendo de ninguém / Voltei ao meu lugar / Serrinha custa mas vem / Pra ficar"). O trecho seguinte cita a coroa, símbolo do Império, e o ano-novo chinês ("Nossa coroa a brilhar / A China vem festejar / E anunciar o novo ano"). O refrão principal do samba, de dois versos, faz referência ao retorno do Império ao Grupo Especial ("Deixa o povo cantar / Matar a saudade do Império Serrano").

## Crítica profissional
| Críticas profissionais | Críticas profissionais |
| Avaliações da crítica  | Avaliações da crítica  |
| Fonte                  | Avaliação              |
| ---------------------- | ---------------------- |
| O Globo                | Bom                    |
| G1                     | [ 92 ]                 |
| Extra                  | Regular                |
| Sambario               | Favorável              |
| Cult Magazine          | Bom                    |

Luiz Antônio Simas elogiou o álbum em sua crítica para O Globo. Para Simas, "apesar da chatíssima introdução", o samba da Mocidade é "uma sofisticada defesa da fraternidade entre povos, com letra que já figura entre as melhores da história do gênero". Beija-Flor, Tuiuti e Mangueira "têm sambas candidatos a melhores do carnaval, com enredos contundentes, ancorados na crítica social às mazelas de uma sociedade intolerante e estruturalmente racista como a brasileira". Simas ainda elogiou as obras de Imperatriz ("excelente samba") e Salgueiro ("uma das melhores gravações do CD, iniciada com comovente participação de Zezé Mota"). O samba da União da Ilha tem o "estilo que o insulano gosta" e o da Portela "cresceu na interpretação de Gilsinho e pode sustentar um bom desfile da escola". Império Serrano, São Clemente, Vila Isabel e Unidos da Tijuca "apresentam obras que aparecem abaixo das citadas anteriormente". A Grande Rio "tem o samba candidato a ser o mais fraco do ano. Paradoxalmente, a marchinha de Caxias pode explodir em virtude dos refrões fortes".
Mauro Ferreira do G1 criticou negativamente o álbum, destacando os sambas de Mocidade e Portela em meio uma safra classificada como irregular. Para o jornalista, o samba da Mocidade "ostenta bela melodia, perfeitamente entrosada com a letra"; enquanto o da Portela tem "refrão empolgante", ficando "no mesmo alto nível da Mocidade, ainda que o samba da escola de Padre Miguel seja o único que tenha uma real centelha de originalidade na composição". O samba da Mangueira "resulta apático" e "não faz jus aos elogios que vem colhendo". Beija-Flor e Imperatriz apresentam sambas "muito aquém dos históricos das agremiações, embora ambos estejam na média (baixa) do disco". A Unidos da Tijuca apresenta um "samba de refrão e pegada tão popular quanto o enredo", "samba que soa caloroso já no disco, com a chama que, na gravação, também ilumina o bom samba do Salgueiro". Ainda segundo Mauro, "falta tempero" no samba da União da Ilha, "assim como falta inspiração" na obra da Vila Isabel, "um dos sambas mais fracos da história" da escola. O Império Serrano "decepciona", assim como a Grande Rio, que teve sua obra classificada como "samba-marcha". O jornalista não discorreu sobre os sambas de São Clemente e Paraíso do Tuiuti.
Para Leonardo Bruno, do jornal Extra, os sambas de Beija-Flor, Imperatriz e Mocidade se destacam na safra classificada como irregular. Para o jornalista, o samba da Imperatriz é "o grande destaque do CD", "com uma letra linda sobre os 200 anos do Museu Nacional e uma melodia com desenhos frenéticos, que tiram o fôlego dos amantes da boa música"; a Beija-Flor "traz um enredo-manifesto, com letra forte em interpretação marcante de Neguinho da Beija-Flor"; o samba da Mocidade "é de alto nível", mas a introdução de Wander Pires "entrou no rol das piores de todos os tempos". Ainda segundo Leonardo, a Tuiuti apresenta "um samba denso"; Portela e Mangueira "não fazem feio, com sambas mais animados"; São Clemente, União da Ilha, Salgueiro, Império Serrano e Vila Isabel "trazem composições medianas"; enquanto Unidos da Tijuca e Grande Rio têm "as duas faixas mais fracas do ano".
Para Marco Maciel, do site especializado Sambario, a diferença entre o álbum de 2018 para os anteriores "é a maioria das agremiações optando pela bateria completa apenas na segunda passada", sendo que "o som das baterias segue um tanto abafado, nem todos os instrumentos são audíveis com perfeição". Sobre a safra, foram destacados os "sambas-enredo de protesto" de Mangueira, Beija-Flor e Tuiuti e o samba da Mocidade, apontado como o melhor do álbum. A obra da Mocidade recebeu nota 10: "um samba diferenciado, cuja melodia procura fugir do lugar comum", apesar da "exagerada introdução". O samba da Mangueira ganhou nota 9,9: "A linda e classuda melodia do samba-enredo acabou abafada pela aceleração exagerada, que marcheou a obra no álbum". A faixa da Beija-Flor também recebeu 9,9: "O samba interpretado brilhantemente pelo velho Neguinho dispensa a sinopse para o entendimento do tema, fruto de inspiração ímpar dos compositores, servindo perfeitamente como o triste retrato atual de nosso país". O samba do Salgueiro recebeu nota 9,8: "Impressiona as ótimas variações ao longo do valente hino, que não cansa em nenhum momento". A faixa da Paraíso do Tuiuti também ganhou 9,8: "A letra rebuscada em primeira pessoa é o grande destaque da obra, com a melodia tentando acompanhar sua beleza, sendo emocionante e dolente, ainda que com pequenos problemas de métrica em um verso ou outro". A faixa da Portela teve nota 9,7: "A opção dos compositores foi deixar de lado as melodias estilo exaltação que predominavam os últimos sambas portelenses, utilizando um tom mais semelhante ao cancioneiro nordestino para contar a história de como imigrantes pernambucanos teriam ajudado a descobrir Nova York". A Imperatriz também ganhou 9,7: "As excelentes variações melódicas tornam a audição do samba-enredo agradabilíssima". O samba da Unidos da Tijuca recebeu nota 9,4: "um samba-enredo fácil de cantar, de dois refrães leves e as demais partes sem tantas ousadias, mas de boa fluência e audição agradável". O Império Serrano também teve nota 9,4: "uma primeira parte de conjunto melódico apenas correto e uma belíssima segunda, mais lírica e bem arrojada". A obra da São Clemente ganhou nota 9,3: "A melodia num todo é funcional, mas há muitas partes a serem destacadas". O samba da Vila Isabel recebeu nota 9,2: "Sua letra é extensa, entretanto a maioria dos versos não explica muita coisa, com alguns clichês que deixam o samba cansativo". A faixa da União da Ilha ganhou nota 9,1: "um samba apenas correto", "muito aquém da história insulana". O samba da Grande Rio recebeu a menor nota, 8,6: "descompromissado, com a letra tendo como única preocupação citar bordões do Velho Guerreiro se desprendendo de linearidade, além de recordar canções aleatórias que se apresentavam nos programas de Abelardo Barbosa".
Bruno Guedes, da Cult Magazine, elogiou o álbum apontando que "as gravações estão menos aceleradas, mais bem mixadas e sem o coral ao fundo abafando os intérpretes, que estão com as vozes mais limpas e claras, dando vida e corpo às obras", mas criticou o excesso de alusivos ("A belíssima obra da Mocidade só começa com um minuto e vinte segundos".) A safra também foi elogiada, com sambas "postulantes a antológicos", destacando as obras de Beija-Flor ("Talvez a melhor poesia do ano e com um Neguinho da Beija-Flor, no disco, fazendo jus a sua figura lendária"); Mocidade ("Refrão fortíssimo e melodia que passeia por entre tom menor e o lírico"); Mangueira ("transborda inspiração em alguns versos" [...] "envolto numa melodia com a cara da Verde e Rosa"); e Paraíso do Tuiuti ("letra absurdamente poética"). Para Bruno, a Portela apresenta um samba "carregado de crítica e História"; a obra do Salgueiro "descreve de forma correta o enredo, tentando dar fluência ao canto"; o samba da Grande Rio é "alegre, em tom maior e funcional"; a Imperatriz tem "um bom samba", que "não foge aos padrões estruturais"; a União da Ilha aposta num samba "mais funcional", com "letra correta", que "atende às necessidades do tema"; a obra da São Clemente "tem um ótimo refrão principal e passeia por várias nuances melódicas"; no samba da Vila Isabel, "a melodia tem algumas passagens diferentes das aplicadas, como na preparação para a entrada no refrão do meio. E isso combina com o enredo futurista"; a Unidos da Tijuca "aposta num samba com estrutura definida, letra bem encadeada no enredo e um fantástico intérprete dando vida a tudo isso: Tinga"; a obra do Império Serrano é "cheia de metáforas quanto ao tema e o momento atual da agremiação, versos bem encadeados e uma ótima melodia".

## Os sambas no carnaval

### Premiações
| Os sambas da Beija-Flor e da Paraíso do Tuiuti foram os mais premiados do ano. Abaixo, os prêmios recebidos por cada samba: - "Meu Deus, Meu Deus, Está Extinta a Escravidão?" (Paraíso do Tuiuti) 1. Estrela do Carnaval 2. S@mba-Net 3. Tamborim de Ouro 4. Troféu Sambista 5. Troféu Vai dar Samba | - "Monstro É Aquele que não Sabe Amar. Os Filhos Abandonados da Pátria que os Pariu" (Beija-Flor) 1. Gato de Prata 2. Plumas e Paetês 3. Prêmio SRZD 4. Troféu Sambario - "Namastê... A Estrela que Habita em Mim, Saúda a que Existe em Você" (Mocidade) 1. Estandarte de Ouro |

## Créditos
| Ao processo de elaboração do álbum se atribui os seguintes créditos: - Produtor fonográfico: Editora Musical Escola de Samba LTDA. (Edimusa) - Direção artística: Zacarias Siqueira de Oliveira - Produção: Laíla e Mário Jorge Bruno - Assessoria de produção: Gleide Mota Trancoso - Gravado por: Mário Jorge Bruno e Douglas Silvino "Garrafinha" (Ao vivo na Cidade do Samba, Rio de Janeiro, RJ) - Unidade móvel: Spectacle - Responsável técnico: Dominique Chalhoub - Monitoração: Spectacle - Técnico de monitor: Pedro Capão, Jimy Mercier e Marcos Antonio Figueira - Assistente técnico de gravação na Cidade do Samba: José Sartori (Magro) - Efeitos no estúdio: José Sartori (Magro) - Gravações adicionais no estúdio: Mário Jorge Bruno, Douglas Silvino "Garrafinha" e Daniel Alcoforado - Assistentes técnicos de gravação no estúdio: Daniel Alcoforado e Thomaz Kopanakis - Mixado por: Mário Jorge Bruno - Assistentes de mixagem: Daniel Alcoforado e Thomaz Kopanakis - Edição digital: Daniel Alcoforado - Masterizado por: Vanius Marques - Coordenação de estúdio: Eusa Alves - Revisão: Luiz Augusto (Revendo Texto) - Projeto gráfico: Jefferson Coutinho (Lêka), Alberto Vilar e Fabiano Feroli (LA Studio) | - Arte da capa: Fabio Oliveira - Fotos da capa e da contracapa: Henrique Mattos - Arregimentação das escolas de samba: Zacarias Siqueira de Oliveira - Arregimentação do projeto e assistente de produção: Flávia Barbosa - Arranjo / regência: Alceu Maia (faixas 1, 5, 7, 10, 12); Jorge Cardoso (faixas 2, 4, 11, 13); Rafael Prates (faixas 3, 6, 8, 9) - Coro: Comunidades de todas as escolas - Diretores de bateria: Dudu (Mocidade); Nilo Sérgio (Portela); Marcão (Salgueiro); Vitor Hugo e Rodrigo Explosão (Mangueira); Thiago Diogo (Grande Rio); Rodney e Plínio (Beija-Flor); Lolo (Imperatriz); Ciça (União da Ilha); Jeferson Caliquinho e Gil (São Clemente); Chuvisco (Vila Isabel); Casagrande (Tijuca); Ricardinho (Paraíso do Tuiuti) Base - Cavaquinho: Jota Junior, Luiz Paulo, Digão, Rafael Prates, Victor Nascimento, Cesinha Pique Novo, Luizinho Croset, Hugo Bruno, Alceu Maia - Violão de sete cordas: Carlinhos Sete Cordas, Andy Lee, Rafael Prates - Complementos de harmonia: Marcelo Nami (cavacolão, cavaquinho, violão de aço, violão de nylon; violão de 6 cordas; violão de 12 cordas, violão, viola, guitarra); Alceu Maia (Cavaquinho); Cesinha Pique Novo, Betinho Santos, Jonathan Lima, Paulinho Soares Galeto (cavaco); Julio Assis (bandolim); Alan Vinicius (violão de 6 cordas); Rafael Prates (banjo); Ivan Machado (baixolão); Marcos Moog (teclado); Isaque Assis (acordeom); Julinho Teixeira (cama, piano, órgão, cítara, chinatown, acordeom, sanfona, tímpanos, pratos e bells); Esguleba (tamborim e reco-reco); Beloba (tantã); Repique de mão, repique de anel, congas, repinique-mór (Chiclete); Ivan Sorriso (pandeiro); Binho Percussão (outros complementos de percussão) - Complementos de sopro: Papito (gaita) |